# GS1-128

Пример кода GS1-128

GS1-128 (ранее также назывался: UCC-128 или EAN-128) — формат штрихкода глобальной организации по стандартизации GS1, предназначенный для передачи информации о грузе между предприятиями. В формате регламентирован словарь (Code-128) и группы кодов, но не регламентирована длина. Такой код может содержать различную информацию, например, код товара, сроки годности, размеры, объём, код партии производителя и др.

## Обзор
Для построения GS1-128 используется словарь Code-128. Группы цифр в скобках в текстовом представлении кода, такие как (02), (15), (3303) и т. д., называются AI (англ. Application Identifiers — идентификаторы применения) и объясняют, как интерпретировать цифры, идущие следом.
Например, простой SSCC (англ. Serial Shipping Container Code — глобально-уникальный код грузовых контейнеров) штрихкод может выглядеть так:
```
[FNC1] 00 12345678 0000000001
```

[FNC1] — это один символ функциональный код 1, который указывает, что последовательность, закодированная с помощью Code-128 — это штрихкод GS1-128. 00 — это идентификатор применения (AI) SSCC, что определяет следующие данные как код SSCC, в котором 12345678 — это номер компании, а 0000000001 — это номер контейнера.
Можно кодировать несколько элементов данных в один штрихкод. Например серийный номер, (AI 21), дата производства (AI 11) и срок годности (AI 17) вместе будут выглядеть примерно так:
```
[FNC1] 21 12345 [FNC1] 11 090101 17 100101
```

Требуется указать дополнительный FNC1 до даты производства, поскольку длина серийного номера переменная. При этом данный символ не обязательно указывать до срока годности, так как дата производства фиксированной длины. Если переупорядочить элементы и поместить серийный номер (элемент с переменной длиной) в конец, то можно получить более компактную форму:
```
[FNC1] 11 090101 17 100101 21 12345
```

## Список идентификаторов применения (AI)
Приведённый список идентификаторов применения не является полным, а также может содержать ошибки. Также список является объектом авторского права GS1 — актуальный список доступен на официальном сайте 
Все даты указываются в формате ГГММДД.
Y в AI обозначает число знаков после запятой в следующем значении. Представленное значение является следующим целым числом, которое делится на 10Y. Например, чистый вес 22,7 кг может быть закодирован в качестве 3101 000227, 3102 002270, 3103 022700, или 3104 227000.
| AI    | Описание | Длина (без AI)             |
| ----- | --- | -------------------------- |
| 00    | Глобально-уникальный код грузовых контейнеров (Serial Shipping Container Code (SSCC))                                                       | 18                         |
| 01    | Глобально-уникальный номер торговых продуктов (Global Trade Item Number (GTIN))                                                             | 14                         |
| 02    | GTIN содержащихся в грузе торговых продуктов (GTIN of Contained Trade Items)                                                                | 14                         |
| 10    | Номер партии/лота (Batch/Lot Number) | переменная, максимально 20 |
| 11    | Дата производства (Production Date) | 6                          |
| 12    | Дата, до которой необходимо оплатить счёт (Due Date)                                                                                        | 6                          |
| 13    | Дата упаковки (Packaging Date) | 6                          |
| 15    | Дата, до которой лучше всего использовать товар (Best Before Date)                                                                          | 6                          |
| 17    | Дата истечения срока годности (Expiration Date)                                                                                             | 6                          |
| 20    | Вариант исполнения продукта (Product Variant)                                                                                               | 2                          |
| 21    | Серийный номер (Serial Number) | переменная, максимально 20 |
| 240   | Дополнительный идентификатор продукта (Additional Product Identification)                                                                   | переменная, максимально 30 |
| 241   | Номер партии по данным заказчика (Customer Part Number)                                                                                     | переменная, максимально 30 |
| 242   | Номер изготовленного под заказ варианта (Made-to-Order Variation Number)                                                                    | переменная, максимально 6  |
| 250   | Второй серийный номер (Secondary Serial Number)                                                                                             | переменная, максимально 30 |
| 251   | Ссылка на исходную запись (Reference to Source Entity)                                                                                      | переменная, максимально 30 |
| 253   | Глобально-уникальный идентификатор типа документа (Global Document Type Identifier (GDTI))                                                  | переменная, 13-30          |
| 254   | Расширенный компонент глобально-уникального номера местонахождений (Global Location Number (GLN) Extension Component))                      | переменная, максимально 20 |
| 255   | Глобально-уникальный номер купона (Global Coupon Number (GCN))                                                                              | переменная, 13-25          |
| 30    | Количество грузовых мест (Count of items)                                                                                                   | переменная, максимально 8  |
| 310y  | Вес нетто в килограммах (Product Net Weight in kg)                                                                                          | 6                          |
| 311y  | Длина/1-е измерение в метрах (Product Length/1st Dimension, in meters)                                                                      | 6                          |
| 312y  | Ширина/Диаметр/2-е измерение в метрах (Product Width/Diameter/2nd Dimension, in meters)                                                     | 6                          |
| 313y  | Глубина/Толщина/Высота/3-е измерение в метрах (Product Depth/Thickness/Height/3rd Dimension, in meters)                                     | 6                          |
| 314y  | Площадь в квадратных метрах (Product Area, in square meters)                                                                                | 6                          |
| 315y  | Объём нетто в литрах (Product Net Volume, in liters)                                                                                        | 6                          |
| 316y  | Объём нетто в кубических метрах (Product Net Volume, in cubic meters)                                                                       | 6                          |
| 320y  | Вес нетто в фунтах (Product Net Weight, in pounds)                                                                                          | 6                          |
| 321y  | Длина/1-е измерение в дюймах (Product Length/1st Dimension, in inches)                                                                      | 6                          |
| 322y  | Длина/1-е измерение в футах (Product Length/1st Dimension, in feet)                                                                         | 6                          |
| 323y  | Длина/1-е измерение в ярдах (Product Length/1st Dimension, in yards)                                                                        | 6                          |
| 324y  | Ширина/Диаметр/2-е измерение в дюймах (Product Width/Diameter/2nd Dimension, in inches)                                                     | 6                          |
| 325y  | Ширина/Диаметр/2-е измерение в футах (Product Width/Diameter/2nd Dimension, in feet)                                                        | 6                          |
| 326y  | Ширина/Диаметр/2-е измерение в ярдах (Product Width/Diameter/2nd Dimension, in yards)                                                       | 6                          |
| 327y  | Глубина/Толщина/Высота/3-е измерение в дюймах (Product Depth/Thickness/Height/3rd Dimension, in inches)                                     | 6                          |
| 328y  | Глубина/Толщина/Высота/3-е измерение в футах (Product Depth/Thickness/Height/3rd Dimension, in feet)                                        | 6                          |
| 329y  | Глубина/Толщина/Высота/3-е измерение в ярдах (Product Depth/Thickness/3rd Dimension, in yards)                                              | 6                          |
| 330y  | Вес брутто контейнера в килограммах (Container Gross Weight (kg))                                                                           | 6                          |
| 331y  | Длина/1-е измерение контейнера в метрах (Container Length/1st Dimension (Meters))                                                           | 6                          |
| 332y  | Ширина/Диаметр/2-е измерение контейнера в метрах (Container Width/Diameter/2nd Dimension (Meters))                                          | 6                          |
| 333y  | Глубина/Толщина/Высота/3-е измерение контейнера в метрах (Container Depth/Thickness/3rd Dimension (Meters))                                 | 6                          |
| 334y  | Площадь контейнера (Container Area (Square Meters))                                                                                         | 6                          |
| 335y  | Объём брутто контейнера в литрах (Container Gross Volume (Liters))                                                                          | 6                          |
| 336y  | Объём брутто контейнера в кубических метрах (Container Gross Volume (Cubic Meters))                                                         | 6                          |
| 340y  | Вес брутто контейнера в фунтах (Container Gross Weight (Pounds))                                                                            | 6                          |
| 341y  | Длина/1-е измерение контейнера в дюймах (Container Length/1st Dimension, in inches)                                                         | 6                          |
| 342y  | Длина/1-е измерение контейнера в футах (Container Length/1st Dimension, in feet)                                                            | 6                          |
| 343y  | Длина/1-е измерение контейнера в ярдах (Container Length/1st Dimension in, in yards)                                                        | 6                          |
| 344y  | Ширина/Диаметр/2-е измерение контейнера в дюймах (Container Width/Diameter/2nd Dimension, in inches)                                        | 6                          |
| 345y  | Ширина/Диаметр/2-е измерение контейнера в футах (Container Width/Diameter/2nd Dimension, in feet)                                           | 6                          |
| 346y  | Ширина/Диаметр/2-е измерение контейнера в ярдах (Container Width/Diameter/2nd Dimension, in yards)                                          | 6                          |
| 347y  | Глубина/Толщина/Высота/3-е измерение контейнера в дюймах (Container Depth/Thickness/Height/3rd Dimension, in inches)                        | 6                          |
| 348y  | Глубина/Толщина/Высота/3-е измерение контейнера в футах (Container Depth/Thickness/Height/3rd Dimension, in feet)                           | 6                          |
| 349y  | Глубина/Толщина/Высота/3-е измерение контейнера в ярдах (Container Depth/Thickness/Height/3rd Dimension, in yards)                          | 6                          |
| 350y  | Площадь в квадратных дюймах (Product Area (Square Inches))                                                                                  | 6                          |
| 351y  | Площадь в квадратных футах (Product Area (Square Feet))                                                                                     | 6                          |
| 352y  | Площадь в квадратных ярдах (Product Area (Square Yards))                                                                                    | 6                          |
| 353y  | Площадь контейнера в квадратных дюймах (Container Area (Square Inches))                                                                     | 6                          |
| 354y  | Площадь контейнера в квадратных футах (Container Area (Square Feet))                                                                        | 6                          |
| 355y  | Площадь контейнера в квадратных ярдах (Container Area (Square Yards))                                                                       | 6                          |
| 356y  | Вес нетто в тройских унциях (Net Weight (Troy Ounces))                                                                                      | 6                          |
| 357y  | Вес/объём в унциях (Net Weight/Volume (Ounces))                                                                                             | 6                          |
| 360y  | Объём в квартах (Product Volume (Quarts))                                                                                                   | 6                          |
| 361y  | Объём в галлонах (Product Volume (Gallons))                                                                                                 | 6                          |
| 362y  | Объём брутто контейнера в квартах (Container Gross Volume (Quarts))                                                                         | 6                          |
| 363y  | Объём брутто контейнера в американских галлонах (Container Gross Volume (U.S. Gallons))                                                     | 6                          |
| 364y  | Объём в кубических дюймах (Product Volume (Cubic Inches))                                                                                   | 6                          |
| 365y  | Объём в кубических футах (Product Volume (Cubic Feet))                                                                                      | 6                          |
| 366y  | Объём в кубических ярдах (Product Volume (Cubic Yards))                                                                                     | 6                          |
| 367y  | Объём брутто контейнера в кубических дюймах (Container Gross Volume (Cubic Inches))                                                         | 6                          |
| 368y  | Объём брутто контейнера в кубических футах (Container Gross Volume (Cubic Feet))                                                            | 6                          |
| 369y  | Объём брутто контейнера в кубических ярдах (Container Gross Volume (Cubic Yards))                                                           | 6                          |
| 37    | Количество содержащихся торговых единиц (Number of Units Contained)                                                                         | переменная, максимально 8  |
| 390y  | Сумма к оплате в местной валюте (Amount payable (local currency))                                                                           | переменная, максимально 15 |
| 391y  | Сумма к оплате с кодом валюты ISO (Amount payable (with ISO currency code))                                                                 | переменная, 3-18           |
| 392y  | Сумма к оплате за одно место в местной валюте (Amount payable per single item (local currency))                                             | переменная, максимально 15 |
| 393y  | Сумма к оплате за одно место с кодом валюты ISO (Amount payable per single item (with ISO currency code))                                   | переменная, 3-18           |
| 400   | Номер заказа клиента (Customer Purchase Order Number)                                                                                       | переменная, максимально 30 |
| 401   | Глобальный идентификатор номера груза (GINC) (Global Identification Number for Consignment)                                                 | переменная, максимально 30 |
| 402   | Глобальный идентификационный номер отправления (GSIN) (Global Shipment Identification Number)                                               | 17                         |
| 403   | Код маршрута (Routing code) | переменная, максимально 30 |
| 410   | Отгрузить в/доставить до местонахождения (GLN) (Ship To/Deliver To Location Code (Global Location Number)                                   | 13                         |
| 411   | Код местонахождения для выставления счёта/инвойса (GLN) (Bill To/Invoice Location Code (Global Location Number))                            | 13                         |
| 412   | Код местонахождения совершения покупки (Purchase From Location Code (Global Location Number)                                                | 13                         |
| 413   | Отгрузить из/Доставить из/Переслать в местонахождение (GLN) (Ship for, Deliver for, or Forward to Location Code (Global Location Number))   | 13                         |
| 414   | Идентификатор физического местонахождения (GLN) (Identification of a physical location (Global Location Number))                            | 13                         |
| 420   | Отгрузить в/доставить до почтового индекса (в рамках одного почтового оператора) (Ship To/Deliver To Postal Code (Single Postal Authority)) | переменная, максимально 20 |
| 421   | Отгрузить в/доставить до почтового индекса (с кодом страны по ISO) (Ship To/Deliver To Postal Code (with ISO country code))                 | переменная                 |
| 422   | Страна происхождения (код страны по ISO) (Country of Origin (ISO country code))                                                             | 3                          |
| 423   | Страна или страны начала обработки (Country or countries of initial processing)                                                             | переменная, 3-15           |
| 424   | Страна обработки (Country of processing) | 3                          |
| 425   | Страна разборки (Country of disassembly) | 3                          |
| 426   | Страна полного цикла обработки (Country of full process chain)                                                                              | 3                          |
| 7001  | Инвентаризационный номер NATO (NATO Stock Number (NSN))                                                                                     | 13                         |
| 7002  | UN-/ECE-классификация туш и отрубов (UN/ECE Meat Carcasses and cuts classification)                                                         | переменная, максимально 30 |
| 7003  | Дата и время истечения строка годности (Expiration date and time)                                                                           | 10                         |
| 7004  | Потенциал действия | переменная, максимально 4  |
| 8001  | Характеристики рулона: ширина/длина/диаметр сердечника/направление/сращения (Roll Products: Width/Length/Core Diameter/Direction/Splices)   | 14                         |
| 8002  | Идентификатор сотового телефона (Cellular mobile telephone identifier)                                                                      | переменная, максимально 20 |
| 8003  | Global Returnable Asset Identifier | переменная, 14-30          |
| 8004  | Global Individual Asset Identifier | переменная, up to 30       |
| 8005  | Price per Unit of Measure | 6                          |
| 8006  | identification of the components of an item                                                                                                 | 18                         |
| 8007  | International Bank Account Number | переменная, up to 30       |
| 8008  | Date/time of production | переменная, 8-12           |
| 8018  | Global Service Relationship Number | 18                         |
| 8020  | Payment slip reference number | переменная, up to 25       |
| 8100  | Coupon Extended Code: Number System and Offer                                                                                               | 6                          |
| 8101  | Coupon Extended Code: Number System, Offer, End of Offer                                                                                    | 10                         |
| 8102  | Coupon Extended Code: Number System preceded by 0                                                                                           | 2                          |
| 8110  | Coupon code ID (North America) | переменная, максимально 30 |
| 8200  | Extended Packaging URL | переменная, максимально 70 |
| 90    | По договорённости между торговым партнёрами (Mutually Agreed Between Trading Partners)                                                      | переменная, максимально 30 |
| 91-99 | Коды, назначаемые внутри компании (Internal Company Codes)                                                                                  | переменная, максимально 30 |